# ヴァシュ県
ヴァシュ県（Vas (ハンガリー語: Vas vármegye, 発音 [ˈvɒʃ]; ドイツ語: Komitat Eisenburg; スロベニア語: Železna županija or županija Železna, クロアチア語: Željezna županija)）は、ハンガリーの県。県都はソンバトヘイ。人口は約27万人。
ハンガリーの最西部に位置しており、県の西部でオーストリア、スロヴェニアの国境と接している。国内ではジェール・モション・ショプロン県、ヴェスプレーム県、ザラ県と境を接している。
ヴァシュ県は、ハンガリー王国（オーストリア＝ハンガリー二重帝国を構成）の時代よりあったが、現在のヴァシュ県より当時の同県の方が広大であった。第一次世界大戦の敗北後、ヴァシュ県の西部はオーストリア領（現在のブルゲンラント州の辺り）になったほか、一部はセルブ・クロアート・スロヴェーヌ王国（ユーゴスラビア王国）に割譲された。そうして残された領土が現在のヴァシュ県である。

## ギャラリー

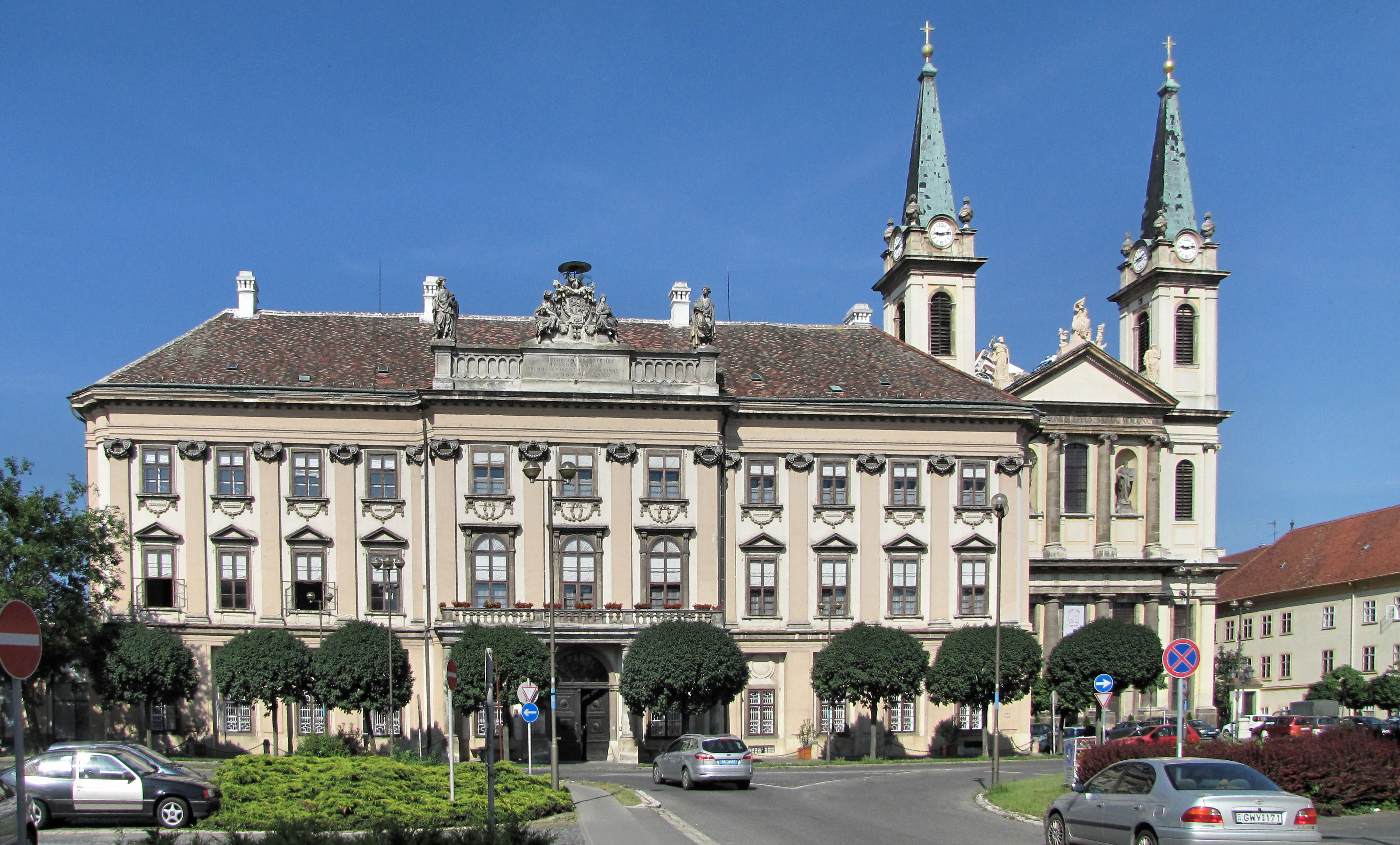
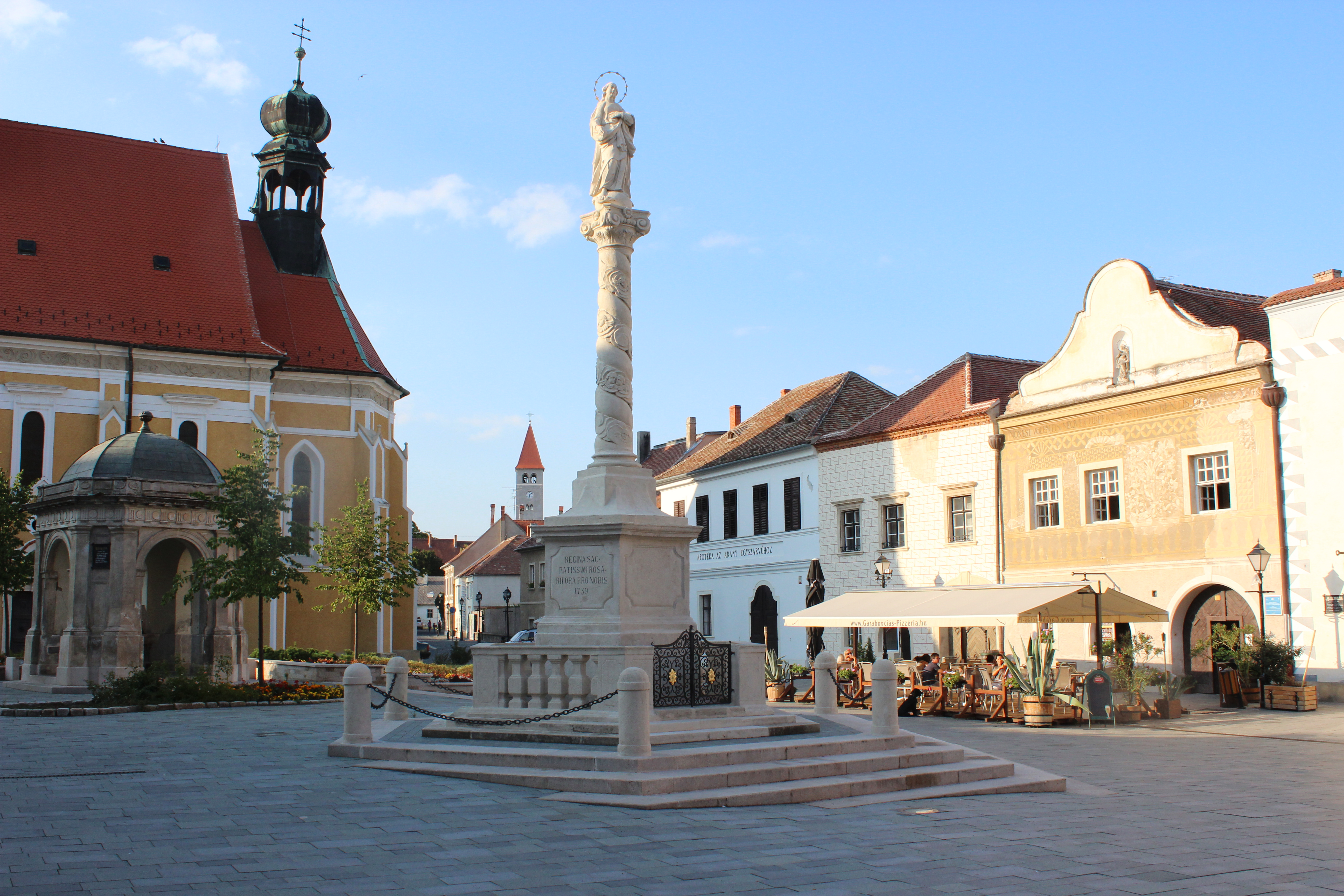
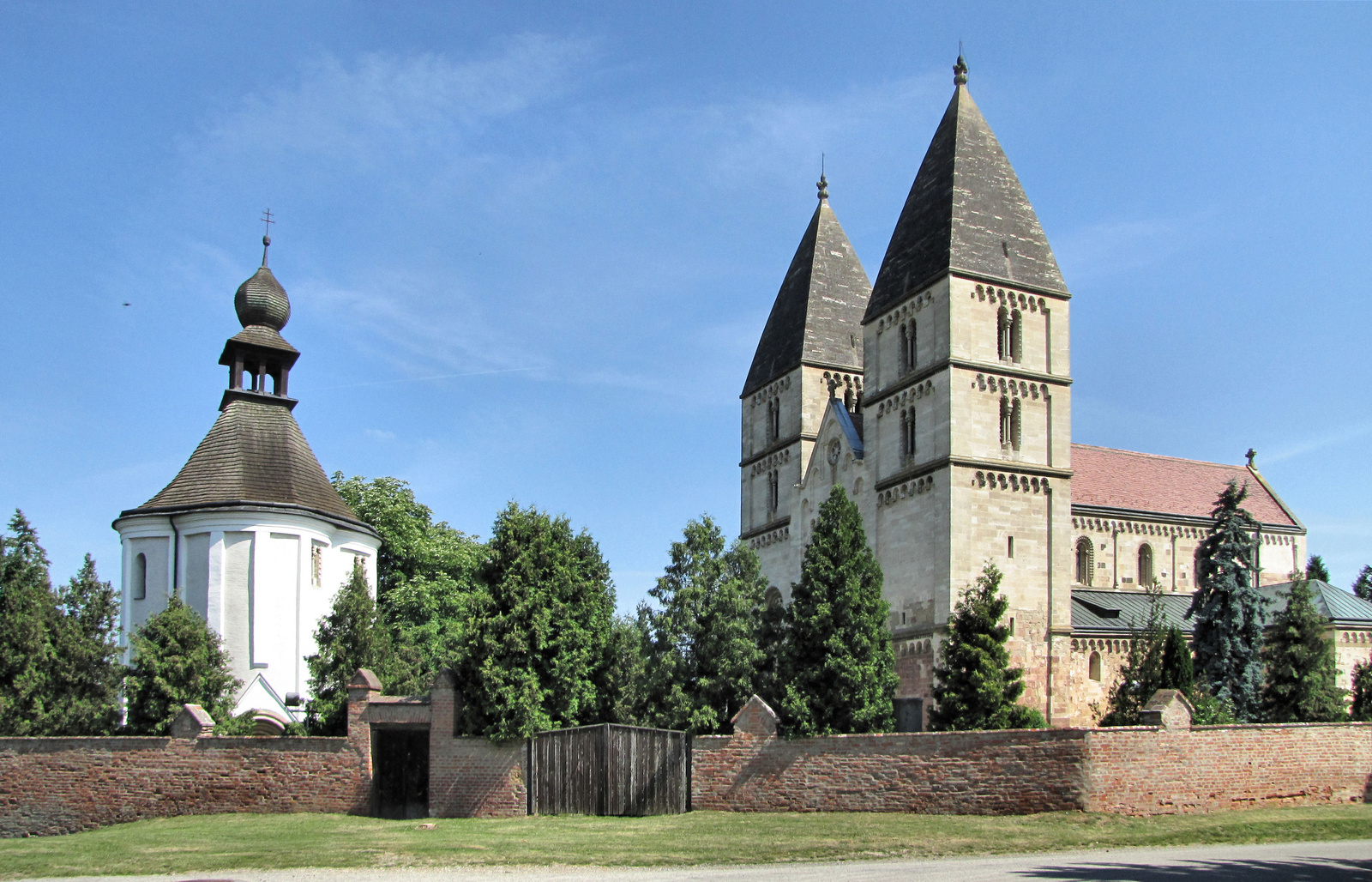
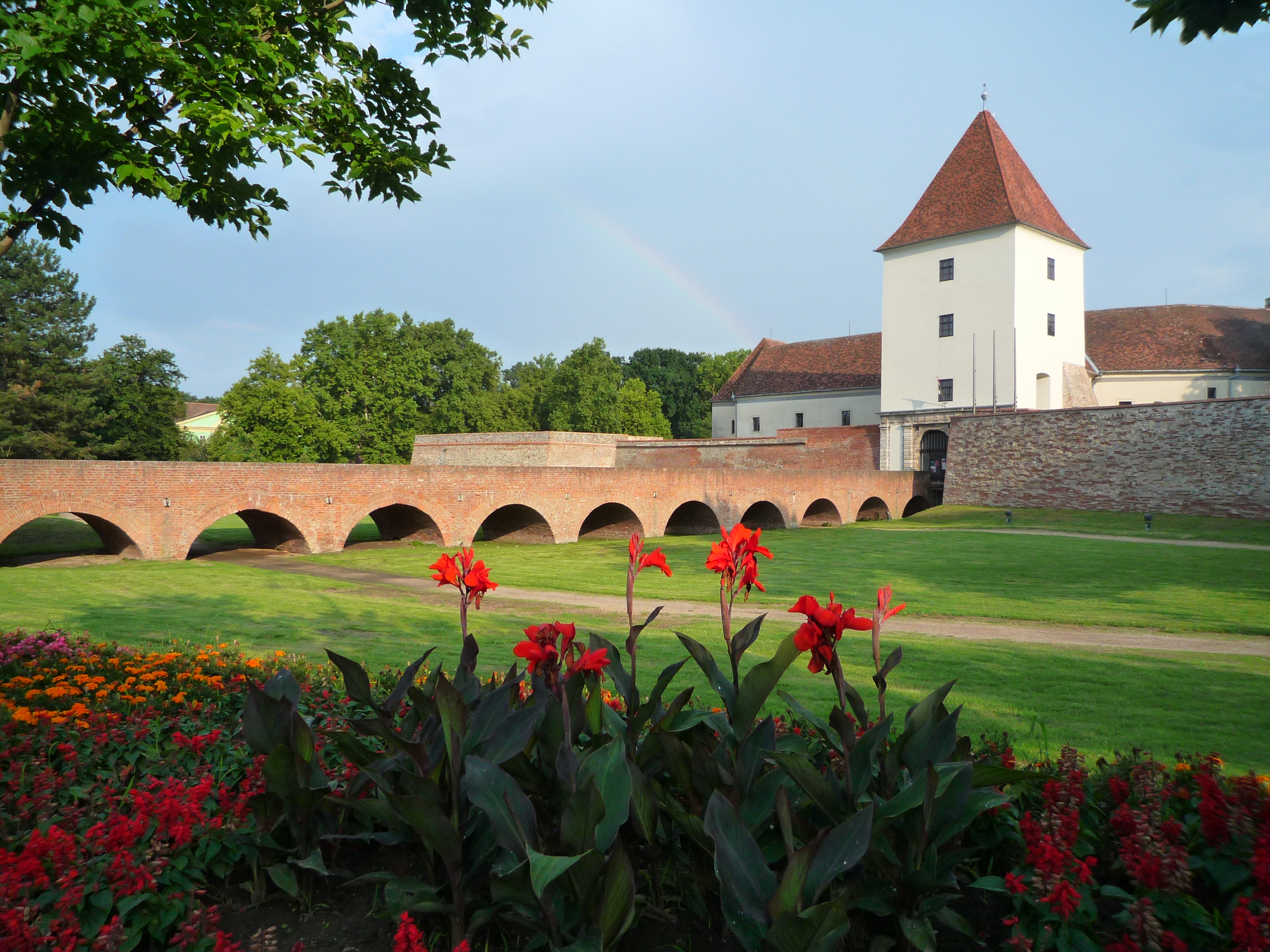
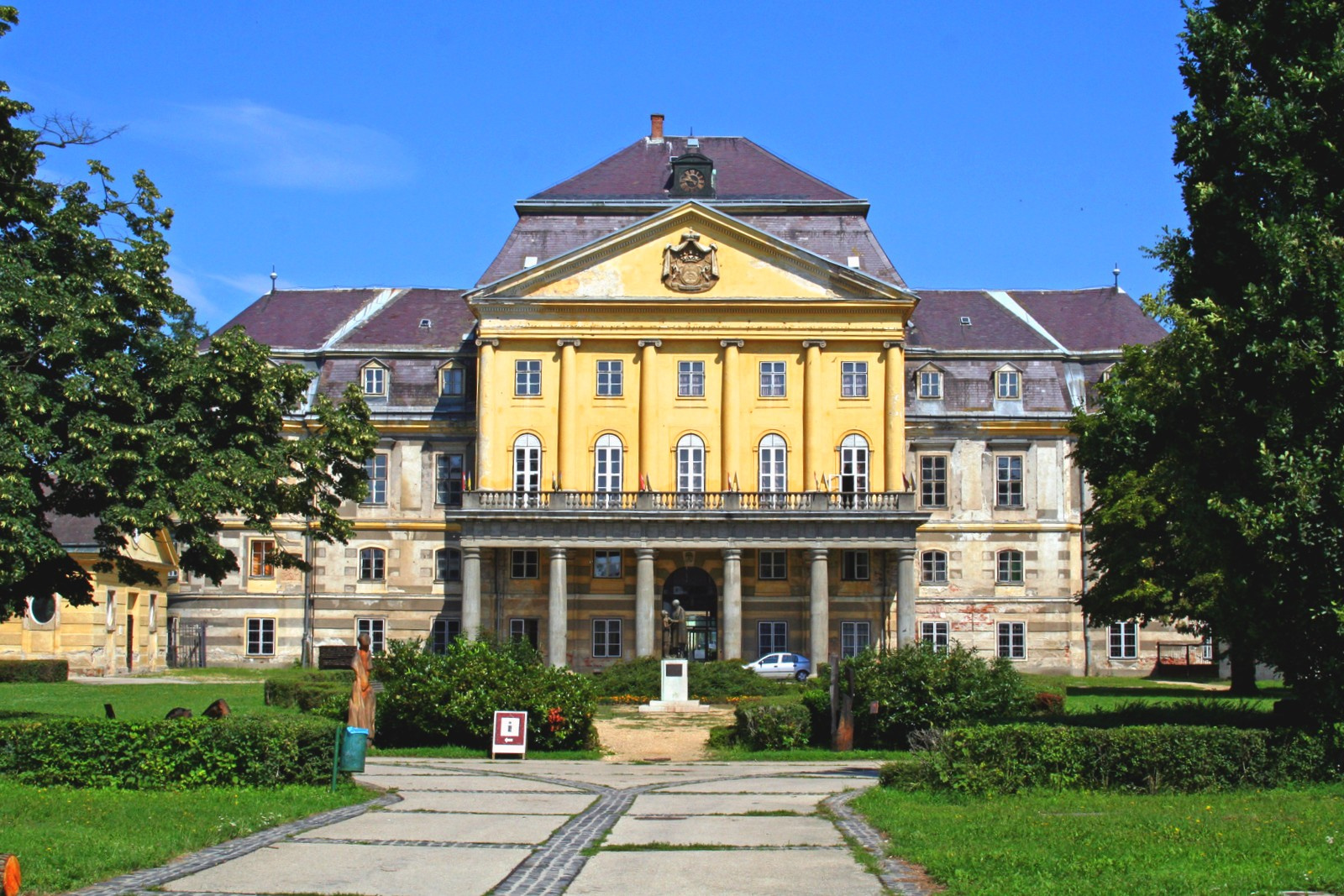
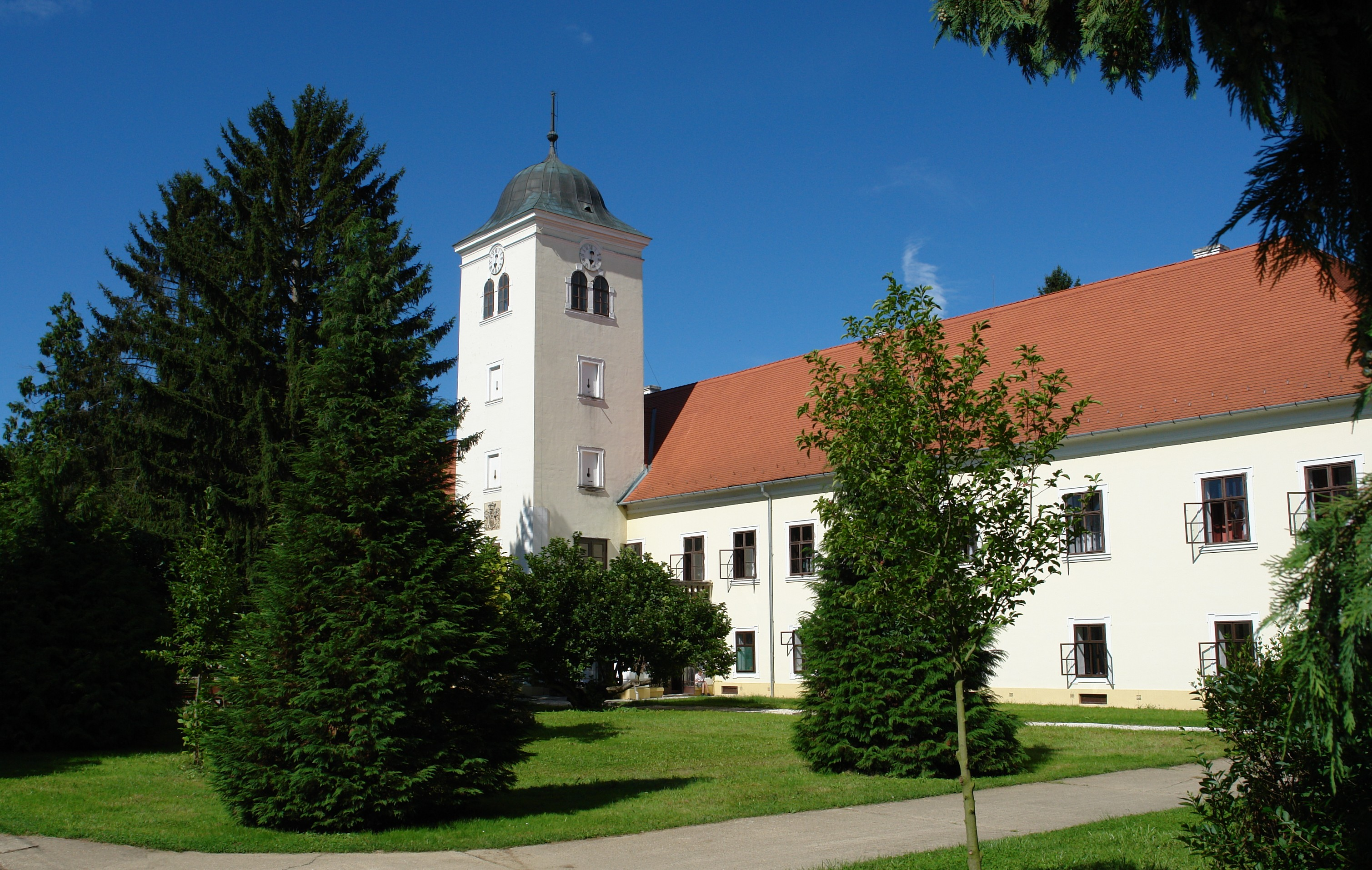
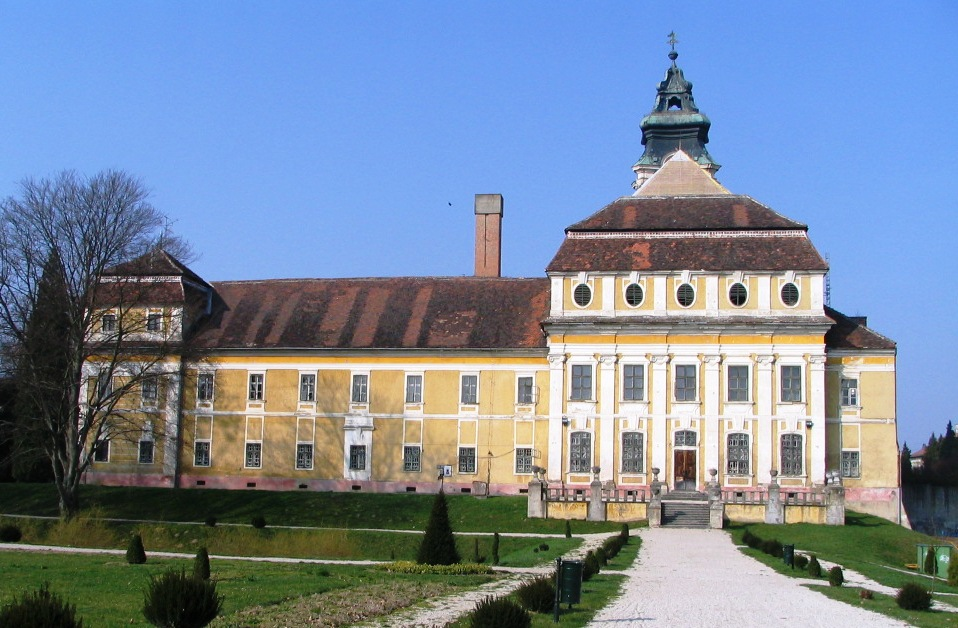
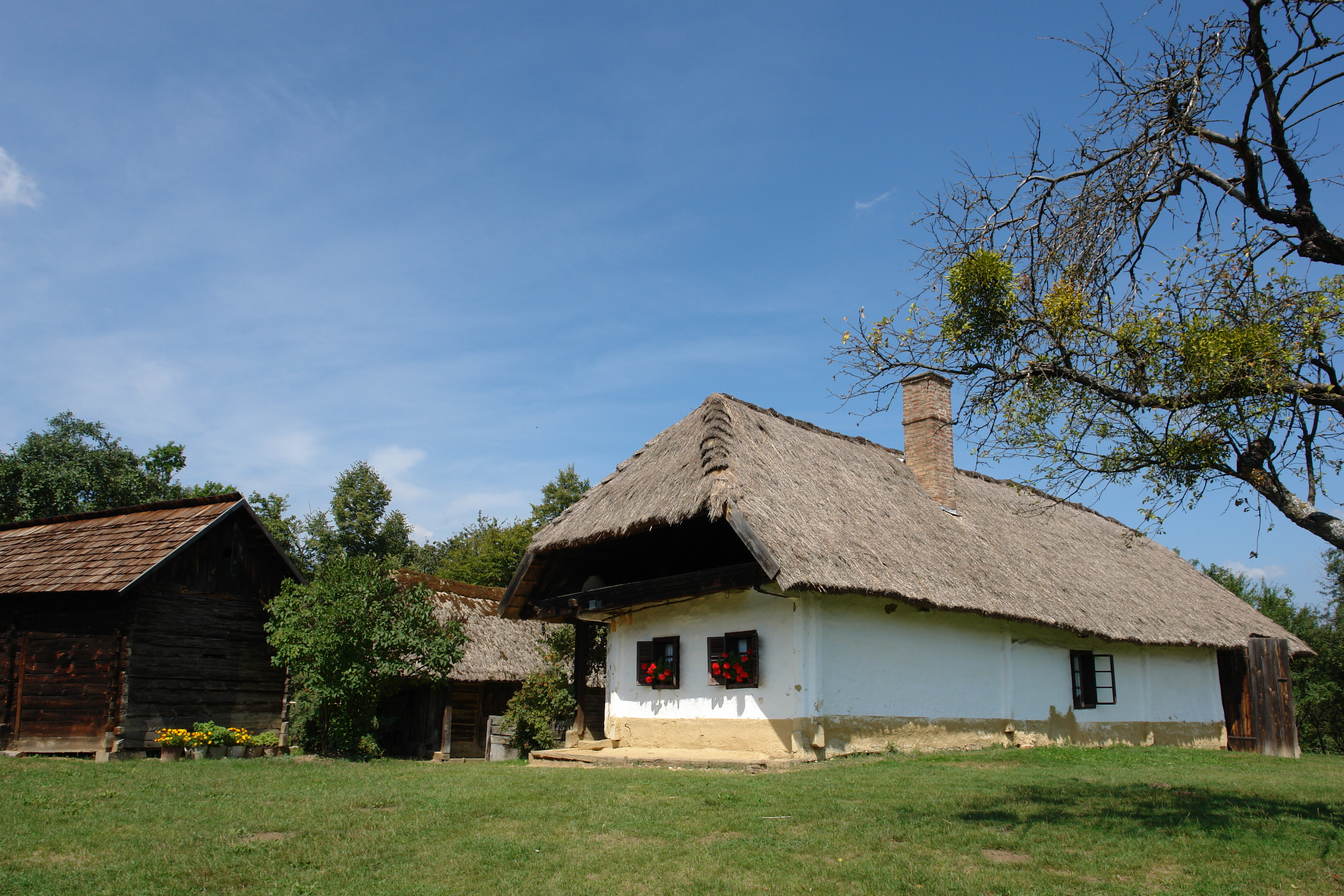